# Прапор Гамонт-Ахела
Прапор Гамонт-Ахела був офіційно затверджений муніципальною радою 26 вересня 1985 року як муніципальний прапор бельгійського муніципалітету  Гамонт-Ахел в провінції Лімбург. 2 грудня 1985 року він був підтверджений урядом Фландрії та остаточно опублікований 8 липня 1986 року в офіційному бельгійському державному віснику.

Офіційно прапор описується так: 
Поділений 1. десятьма однаково високими смугами жовтого та червоного кольорів 2. білий з двома червоними зубчастими та проти зубчастими перекладинами
Прапор повністю заснований на муніципальному гербі і тому виглядає абсолютно однаково. 

## Історія
У 1985 році новий муніципалітет повернув свої колишні права міста та назву міста; це означало, що було введено прапор нового муніципалітету. Рішення ради від 26 вересня 1985 року про встановлення прапора було підписано міністром культури громади Карелом Помою рішенням міністра від 2 грудня 1985 року.

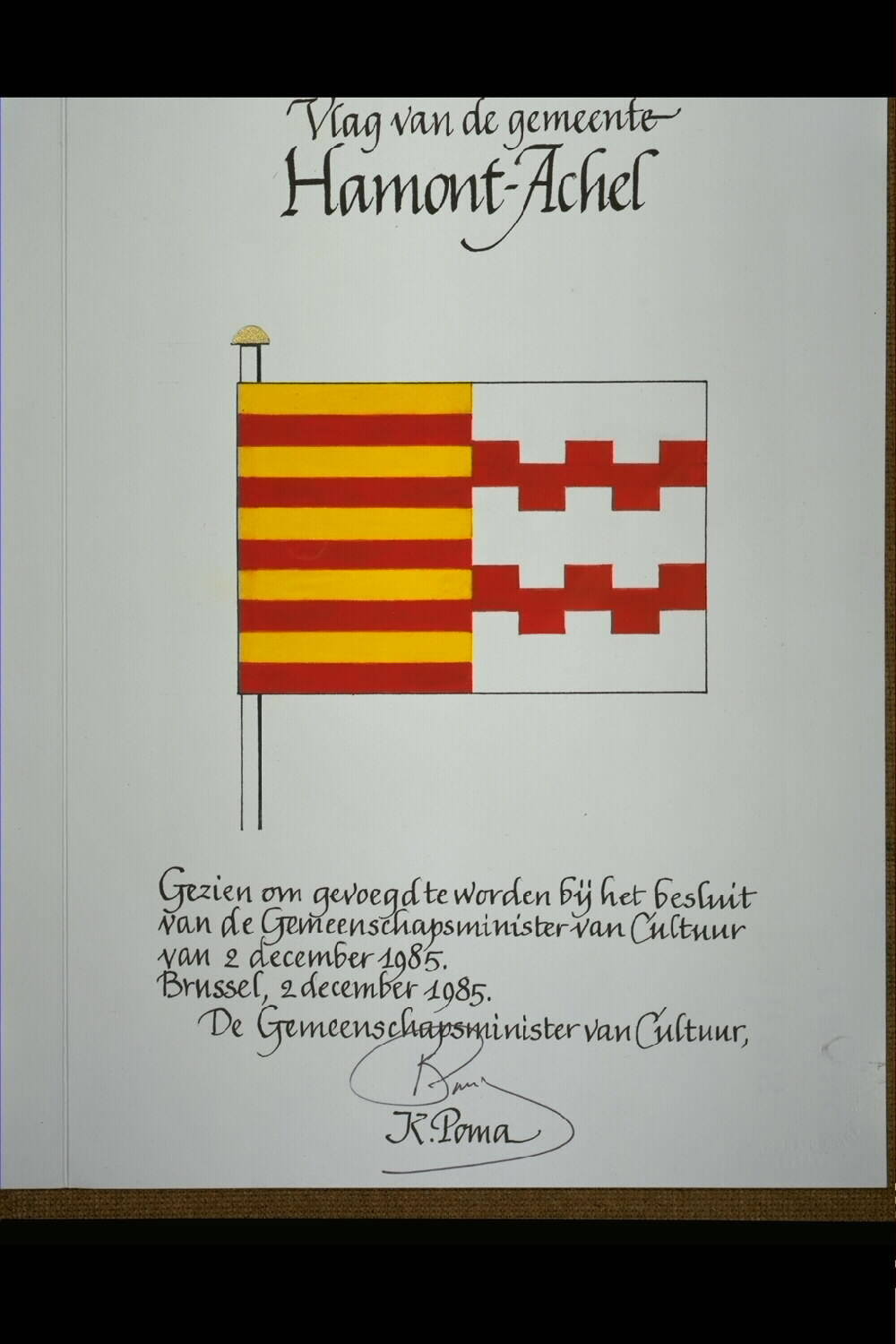
Декларація про статус об’єкта рухомої спадщини, підписана Карелом Помою
Герб Гамонт-Ахела